# Galfingue
Galfingue település Franciaországban, Haut-Rhin megyében. Lakosainak száma 806 fő (2022. január 1.). Galfingue Heimsbrunn, Balschwiller, Hochstatt, Frœningen, Illfurth, Spechbach és Bernwiller községekkel határos.

## Népesség
A település népességének változása:
| Lakosok száma | 804  | 804  | 821  | 805  | 802  | 821  | 816  | 811  | 806  |
|               | 2013 | 2015 | 2016 | 2017 | 2018 | 2019 | 2020 | 2021 | 2022 |